# Робен, Поль
Поль Робен (фр. Paul Robin; 1837, Тулон — 1912, Женева) — французский педагог и общественный деятель. Участник Первого интернационала, анархист, радикальный неомальтузианец.

## Биография
Поль Робен родился 3 апреля 1837 года в Тулоне. Он был выходцем из буржуазной семьи. Его отец был католиком и ярым патриотом.
В 1861 году Робен заканчивает Высшую нормальную школу в Париже, по окончании которой, он становится профессором лицеев Рош-сюр-Йона и Бреста. Однако его преподавательская деятельность в этих учреждениях длилась недолго из-за конфликтов с администрацией по поводу взглядов на развитие народного образования.
В 1865 году Поль Робен переезжает в Бельгию, где завязывает контакты с членами Международного товарищества трудящихся (I Интернационал). При его участии создается бельгийская секция Интернационала. В Интернационале Робен представляет свои педагогические идеи, изложенные в «Докладе об интегральном образовании». Он призывает «искать новую систему воспитания, при которой одновременно будут развиваться мыслящий ум и работающая рука».
В содержание интегрального воспитания Робен включал знание научных законов, способов их исследования, общее понятие о промышленности и её современных приёмах, теоретическое и практическое изучение орудий, развитие художественного чувства и т. д.
В 1869 году за свою активную политическую деятельность в составе рабочего движения Робен был выслан из Бельгии. Он переезжает в Швейцарию, а затем во Францию, где в июле 1870 года заключается в тюрьму.
С 1871 года Поль Робен живёт в Лондоне, где участвует в работе Генерального совета Первого Интернационала. Он быстро порывает с «авторитарным» течением внутри организации, возглавляемым Карлом Марксом, и присоединяется к либеральному течению Михаила Бакунина. На протяжении всей жизни Поль Робен остался верен дружбе с Бакуниным, и не отказался от своих политических воззрений даже после исключения из Первого интернационала всех анархистов в 1871 году.
В 1879 году Робен возвращается во Францию, где ему удается опробовать на практике свои педагогические идеи. С подачи видного французского педагога-реформатора Фердинанда Бюиссона, с которым Робен сотрудничал при подготовке «Словаря педагогики», министр Жюль Ферри назначает его инспектором начального образования в Блуа.
При поддержке Бюиссона Робен с 1880 года становится директором детского приюта Прево близ Сампюи в департаменте Уаза. Под его руководством детский приют стал работать на принципах гуманизма и интернационализма. Важной инновацией Робена стало совместное обучение мальчиков и девочек внутри одного учебного учреждения. Педагогические методы Робена оказались слишком революционными для того времени. Несмотря на то, что в его защиту выступил Октав Мирбо, в 1894 году Робен был вынужден уйти в отставку с поста директора приюта в результате травли со стороны французской реакционной прессы во главе с антисемитским изданием «La Libre Parole».
После этого Поль Робен становится во Франции активным пропагандистом идей неомальтузианства, которые распространялись из Англии. Неомальтузианцы выступали за ограничение деторождения. В контроле за рождаемостью Робен видел расширение прав и возможностей бедных слоев населения, особенно женщин.
Будучи уставшим и измученным борьбой, Поль Робен покончил с собой с помощью яда 1 сентября 1912 года. До конца оставаясь позитивистом, он в последние минуты жизни занимался исследованием воздействия яда на собственный организм. Хотя Робен завещал использовать свой труп в качестве удобрения, после смерти его тело было кремировано, а прах захоронен на кладбище Пер-Лашез.

## Во главе детского приюта Прево
Свои педагогические идеи Робен пытался реализовать в детском приюте Прево, где жило и училось более 600 детей. До прихода Робена приют напоминал казарму. Благодаря Робену дети узнали заботу, дружеское участие и в интернате зародились отношения взаимного уважения и помощи.
В приюте Прево внимательно относились к здоровью и физическому развитию детей. Был составлен рациональный режим питания, сна, закаливания, спорт, учебных занятий. По сравнению с обычной школой, учебный процесс в Прево был существенно. На трудовое обучение отводилось ежедневно пять часов. Дети старше десяти лет поочерёдно знакомились почти с двадцатью ремеслами, специализируясь затем в одном из них. В интернате располагались сельскохозяйственная ферма, столярная, слесарная и кузнечная мастерские. Семь часов в день шли уроки по программе начальной школы, на которых систематически использовались различные учебные пособия: телескоп, барометр и т. д. Сами занятия проводились в поле, лесу, саду. Практическая педагогическая деятельность Робена явилась одним из первых опытов демократического воспитания.
В опубликованной в 1900 году работе под названием «Сампюи» (Cempius) бывший ученик приюта Габриель Жиру (Gabriel Giroud) описывает педагогическую практику, внедренную Полем Робеном. В этой работе опубликована фотография мастерской «типографии-литографии», где изображены работающие ученики. Эта прекрасно оборудованная мастерская удивительно напоминает профессиональную типографию. Вероятно, в Сампюи ученики печатали не только брошюрки, инструкции, но и свои собственные работы.
Также Поль Робен рассматривал вопросы нравственного воспитания с позиций свободы. Цель нравственности в приюте Прево определялась в соответствии с основным принципом утилитаризма Иеремии Бентама: достижение наибольшего счастья для наибольшего числа людей. Взгляды Робена на проблему расходились с позицией официальной педагогики того времени, в основе которой лежало религиозное воспитание. Робен же к проблеме веры подходил с философских позиций: так как отсутствие бога так же нельзя доказать, как и наличие его, значит, одинаково вредно насаждать и религию, и атеизм.

Кроме того, 
Поль Робен предъявлял высокие требования к кандидатам на должность воспитателя. «Педагоги же нашего приюта должны смотреть на себя как на членов сообщества подростков, как на отцов или матерей большой семьи. Надо учиться находить своё счастье в этой среде детей и юношества, надо постепенно — на уроках, и в игре, и за столом — заниматься их воспитанием, надо самому находить удовольствие в играх; только тогда можно почувствовать себя вполне на своем месте, быть полезным делу».
Достижения приюта не могли не признать правительственные чиновники. Однако против Робена восстало католическое духовенство. Робену было объявлено об отставке. С того момента, как Робен покинул стены приюта Прево, заведение это стало медленно угасать. Однако разработанные им принципы и формы деятельности легли в основу многих новых школ Европы.

## Педагогические идеи
Т. В. Цырлина выделяет следующие педагогические принципы, которые пропагандировал Поль Робен:

- Воспитание должно быть всесторонним, то есть направленным на развитие всех сторон человеческой природы.
- В основу воспитания должен быть положен разумно организованный физический труд.
- Воспитание должно быть совместным, то есть равным для юношей и девушек.
- Нравственное воспитание должно занимать центральное место в общей системе воспитания.
- Педагоги и учащиеся должны строить свои взаимоотношения на основе сотрудничества и признания свободы воспитанников.

Теоретическое и практическое наследие Поля Робена оказало огромное влияние на таких педагогов, как Франсеск Феррер и Себастьян Фор.